# Spirostreptus astrictus
Spirostreptus astrictus är en mångfotingart som beskrevs av Karsch 1881. Spirostreptus astrictus ingår i släktet Spirostreptus och familjen Spirostreptidae. Inga underarter finns listade i Catalogue of Life.